# نراق
نراق هي مدينة إيرانية تقع في محافظة مركزي.
يبلغ عدد سكانها 2,508 حسب احصاء عام 2006 م.

## أعلام
- مهدي النراقي
- أحمد النراقي